# Elezioni generali in Paraguay del 2008
Le elezioni generali in Paraguay del 2008 si tennero il 20 aprile per l'elezione del Presidente e il rinnovo del Congresso (Camera dei deputati e Senato).

## Risultati

### Elezioni presidenziali
| Candidati                    | Partiti | Voti      | %     |
| ---------------------------- | --- | --------- | ----- |
| Fernando Lugo                | Alleanza Patriottica per il Cambiamento (Partito Liberale Radicale Autentico - Partito Democratico Progressista - Partito Incontro Nazionale - Partito Rivoluzionario Febrerista - Partito Democratico Cristiano - Paese Solidale - Fronte Ampio - *Movimento per il Socialismo) | 766 502   | 42,40 |
| Blanca Ovelar                | Partito Colorado | 573 995   | 31,75 |
| Lino Oviedo                  | Unione Nazionale dei Cittadini Etici | 411 034   | 22,74 |
| Pedro Fadul                  | Partito Patria Amata | 44 060    | 2,44  |
| Sergio Martínez Estigarribia | Partito Umanista Paraguaiano | 6 744     | 0,37  |
| Horacio Enrique Perrone      | Movimento Tetã Pyahu | 3 080     | 0,17  |
| Julio César López Benítez    | Partito dei Lavoratori | 2 409     | 0,13  |
| Totale                       | Totale | 1 807 824 | 100   |

### Elezioni parlamentari

#### Camera
| Liste                                                                                              | Voti      | %     | Seggi |
| -------------------------------------------------------------------------------------------------- | --------- | ----- | ----- |
| Partito Colorado                                                                                   | 582 932   | 32,96 | 30    |
| Partito Liberale Radicale Autentico                                                                | 500 040   | 28,27 | 27    |
| Unione Nazionale dei Cittadini Etici                                                               | 330 754   | 18,70 | 15    |
| Partito Patria Amata                                                                               | 102 139   | 5,77  | 3     |
| Movimento Popolare Tekojoja                                                                        | 64 566    | 3,65  | 1     |
| Partito Democratico Progressista                                                                   | 29 980    | 1,70  | 1     |
| Movimento per il Socialismo                                                                        | 29 223    | 1,65  | –     |
| Alleanza Guaireña per il Cambiamento - Alleanza Patriottica Caazapeña                              | 24 204    | 1,37  | –     |
| Partito Incontro Nazionale                                                                         | 14 227    | 0,80  | –     |
| Partito Rivoluzionario Febrerista - Alleanza Democratica Tricolore - Alleanza Patriottica del Nord | 12 338    | 0,70  | –     |
| Movimento Speranza di Rinnovamento Sociale                                                         | 9 251     | 0,52  | –     |
| Paese Solidale - Concertazione Dipartimentale per il Cambiamento                                   | 9 183     | 0,52  | –     |
| Altri <0,50%                                                                                       | 59 885    | 3,39  | –     |
| Totale                                                                                             | 1 768 722 | 100   | 80    |

#### Senato
| Liste                                    | Voti      | %     | Seggi |
| ---------------------------------------- | --------- | ----- | ----- |
| Partito Colorado                         | 509 907   | 28,83 | 15    |
| Partito Liberale Radicale Autentico      | 507 413   | 28,69 | 14    |
| Unione Nazionale dei Cittadini Etici     | 336 763   | 19,04 | 9     |
| Partito Patria Amata                     | 151 991   | 8,59  | 4     |
| Paese Solidale                           | 60 947    | 3,45  | 1     |
| Movimento Popolare Tekojoja              | 52 247    | 2,95  | 1     |
| Partito Democratico Progressista         | 38 402    | 2,17  | 1     |
| Partito Incontro Nazionale               | 20 843    | 1,18  | –     |
| Movimento per il Socialismo              | 10 564    | 0,60  | –     |
| Movimento Resistenza Cittadina Nazionale | 9 864     | 0,56  | –     |
| Altr <0,50%                              | 69 668    | 3,94  | –     |
| Totale                                   | 1 768 609 | 100   | 45    |